# Koninginnedag 2013

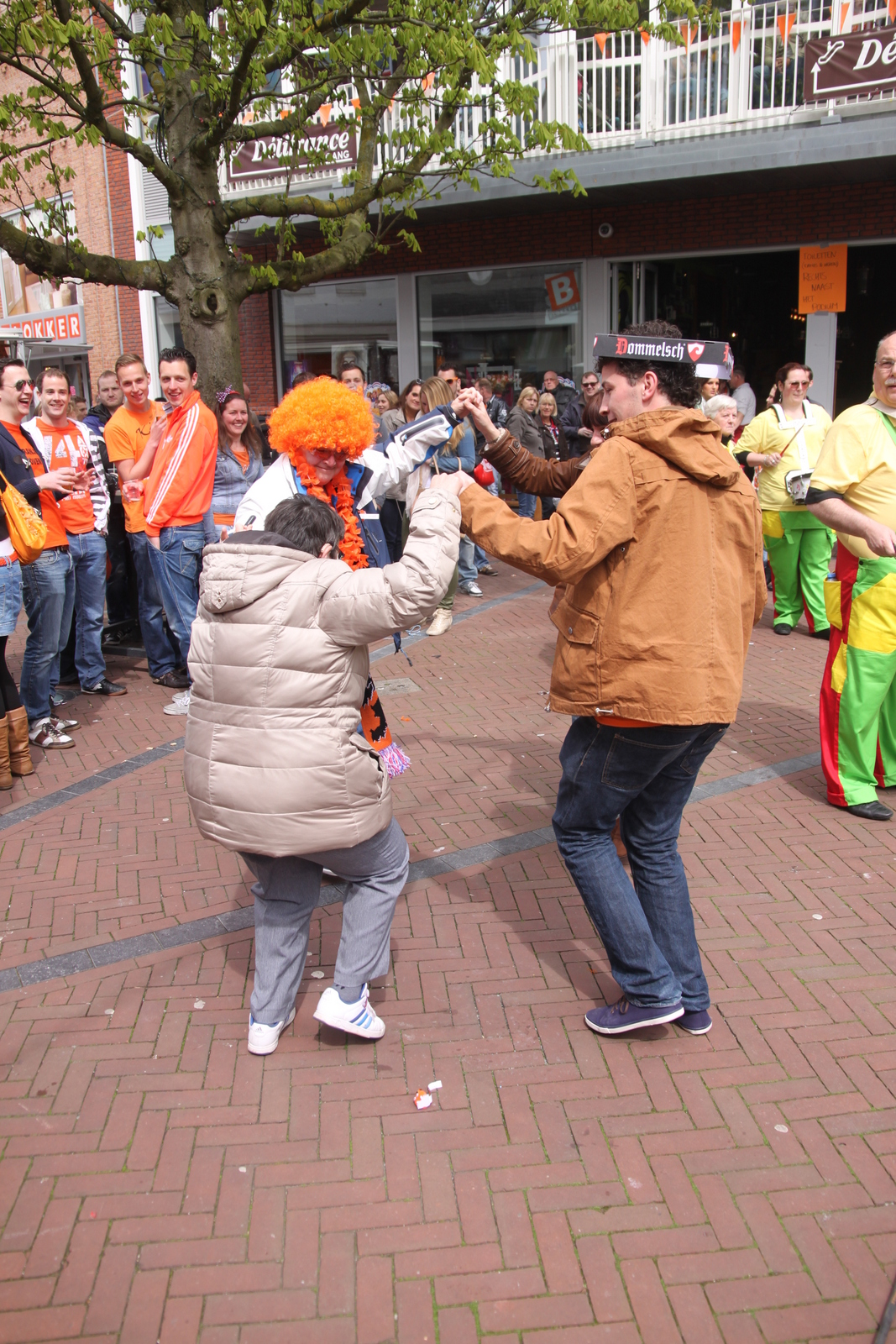
Koninginnedag 2013 in Spijkenisse

Koninginnedag 2013 was de laatste viering in een lange reeks van deze Nederlandse nationale feestdag onder de naam Koninginnedag en op de - sinds 1949 - traditionele datum van 30 april. Op deze dag had de troonswisseling plaats waarbij koningin Beatrix troonsafstand deed, en haar zoon, prins Willem-Alexander, in Amsterdam werd ingehuldigd als Koning der Nederlanden.
Volgens de oorspronkelijke voorbereidingen zou de koninklijke familie op deze Koninginnedag de festiviteiten in De Rijp en Amstelveen, beide in Noord-Holland, bezoeken. Op 28 januari 2013 kondigde koningin Beatrix echter aan dat ze op 30 april zou aftreden. Om die reden ging het bezoek aan De Rijp en Amstelveen niet door. Op Koningsdag 2014 bezocht de koninklijke familie beide plaatsen alsnog.
Hoewel er veel aandacht uitging naar de plechtigheden rond de troonswisseling, waren er zowel in Amsterdam als in de rest van het land ook de gebruikelijke festiviteiten.

## Oranjeverenigingen
Overal in het land hadden Oranjeverenigingen al voorbereidingen getroffen en afspraken gemaakt voor een Koninginnedagviering. De aankondiging van de troonswisseling had tot gevolg dat op verschillende manieren aanpassingen werden doorgevoerd zodat zowel de viering van de troonswisseling als de bij Koninginnedagfestiviteiten behorende activiteiten konden plaatsvinden.
Doordat de abdicatie en inhuldiging vrijwel de hele ochtend respectievelijk middag in beslag namen zagen de Oranjeverenigingen zich genoodzaakt hun aanvankelijke programmering aan te passen. De gemeente Millingen aan de Rijn besloot al snel om vanwege de samenloop met de troonswisseling Koninginnedag dit jaar alvast op 27 april te vieren. Enkele andere gemeenten gaven aan dit eveneens te doen, maar uit een spoedberaad van Oranjeverenigingen op 18 februari 2013 kwam naar voren dat het overgrote deel van de lokale festiviteiten op de 30e april zou plaatsvinden. Dat was iets waar burgemeester Van der Laan van Amsterdam op had aangedrongen; hij vreesde dat er anders een te grote toeloop naar de hoofdstad zou ontstaan. In onder andere Oude Pekela, Ulft, Ede, Eethen, Geldermalsen, Oud-Beijerland en Millingen aan de Rijn werd Koninginnedag echter al op zaterdag 27 april gevierd.

## Amsterdam
Koninginnedag 2013 stond in Amsterdam in het teken van de troonsafstand van koningin Beatrix met de inhuldiging van koning Willem-Alexander in de Nieuwe Kerk.
Koning Willem-Alexander en zijn gevolg maakten vroeg in de avond een vaartocht over het IJ. Bij het filminstituut Eye aan de noordoever gingen zij aan boord van een rondvaartboot. Voorafgaand aan de Koningsvaart werd het Koningslied ten gehore gebracht. De vaartocht ging langs het het Oeverpark en de Noordwal naar de kop van het Java-eiland, en eindigde aan de overkant, bij het Muziekgebouw aan 't IJ waar de avondmaaltijd voor genodigden plaatsvond. Tijdens de vaartocht over het IJ traden diverse sporters en artiesten op. Zij gaven acte de présence onder het motto 'Dit is uw land'.
Op de kop van het Java-eiland begroetten Willem-Alexander, Máxima en de drie prinsesjes Amalia, Alexia en Ariane tijdens een optreden het Koninklijk Concertgebouworkest en DJ Armin van Buuren. De vaartocht werd afgesloten met een luchtshow van tien F-16's en een watershow van blusboten.
Naast de festiviteiten rond de inhuldiging was het ook gewoon net als andere jaren 'Koninginnedag', dus met de vrijmarkt en andere gebruikelijke evenementen maar op iets minder locaties dan voorheen.
Op deze Koninginnedag waren er ruim 700.000 bezoekers aan Amsterdam, ongeveer net zo veel als het jaar ervoor. Ook het aantal bezoekers dat per trein kwam was ongeveer gelijk, circa 240.000. De dag verliep zonder grote incidenten. Bij een gelijkblijvend bezoekersaantal waren er (veel) minder arrestaties en ambulanceritten dan in voorgaande jaren.

## Vergissing
- Op 19 februari 2013 leek het erop dat Koninginnedag 2013 zou komen te vervallen, omdat het Koninklijk Besluit dat 30 april als Koninginnedag aanwijst al per 20 februari zou worden ingetrokken.[9] Het betrof een vergissing die dezelfde dag werd hersteld.[10]